# Navigators Insurance
Navigators Insurance Cycling Team was een Amerikaanse wielerploeg, die actief was in de continentale circuits van de UCI.
Navigators Insurance werd gesponsord door een Amerikaanse verzekeringsmaatschappij. Het Amerikaanse team werd opgericht in 1993. Eind 2007 haakte de sponsor af en werd de ploeg opgedoekt.

## Bekende renners
- Sergej Lagoetin
- David O'Loughlin
- Scott Mercier
- Viktar Rapinski
- Henk Vogels